# SIG Gemeinnützige Stiftung

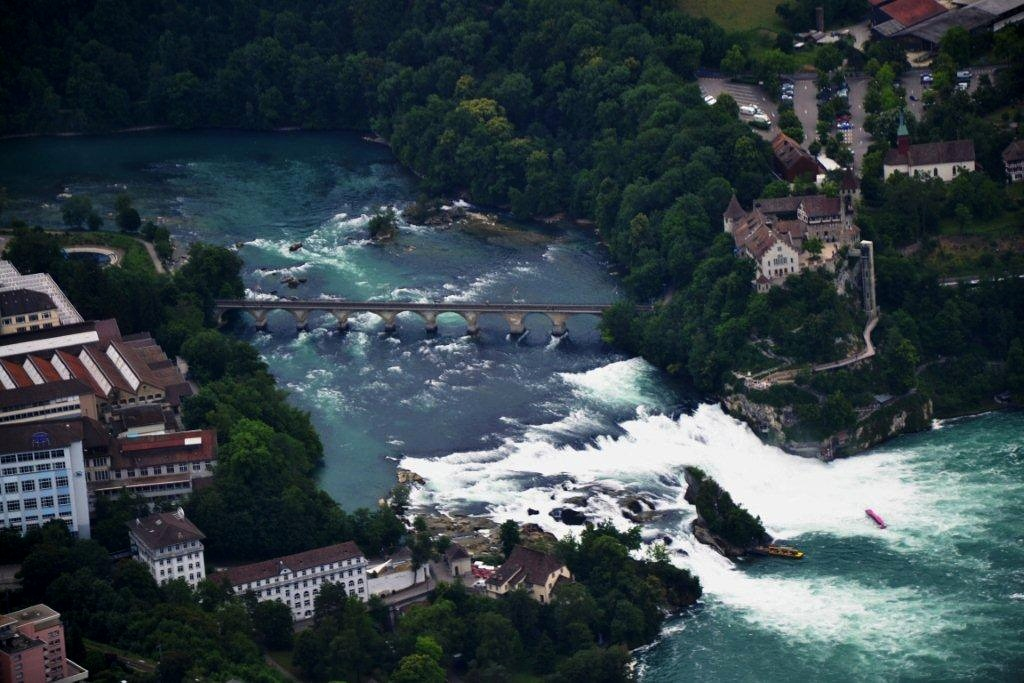
Der Rheinfall bei Neuhausen. Links im Bild sind Teile des Areals der Stiftung zu erkennen.

Die SIG Gemeinnützige Stiftung ist eine gemeinnützige Stiftung in Neuhausen am Rheinfall. Seit Juli 2012 ist Michel Rubli Geschäftsführer der Stiftung. Die Stiftung wurde von der SIG Holding gegründet und am 23. Dezember 1966 ins Handelsregister erstmals eingetragen.
Im Oktober 2011 übernahm die SIG Gemeinnützige Stiftung das Industrieareal in Neuhausen im Sinne eines langfristigen Engagements von der SIG (Schweizer Industrie Gesellschaft). Ziel der Stiftung ist der Umbau des ehemaligen Industrieareals direkt am Neuhausener Rheinfall in ein freundliches, offenes Quartier für Arbeit, Wohnen, Bildung und Freizeit. Auf dem Industriegelände befanden sich seit über 100 Jahre Fabriken der SIG. Nach dem Wegfall des Schienen-Fahrzeugbaus lagen 2005 Teile der Industrieanlagen brach.
Seit 2017 ist das einst hermetisch abgeriegelte Areal der Stiftung frei zugänglich. Auch gelang es der Stiftung, Teile der Industriegebäude an Produktionsbetriebe und weitere Gewerbe, beispielsweise ein Fitness-Studio zu vermieten. 2018 wurde das Projekt «Grüner Baum» eröffnet. Die Grundstücke der Stiftung werden von der Reasco AG verwaltet.

## Fussnoten
1. ↑  easyMonitoring SIG Gemeinnützige Stiftung. Abgerufen am 16. September 2018.
2. ↑  10 Fragen an Michal Rubli. Abgerufen am 16. September 2019.
3. ↑  NZZ Alstom schliesst Neuhauser Produktionswerk. Abgerufen am 16. September 2018.
4. ↑  update Fitness Neuhausen am Rheinfall. Abgerufen am 16. September 2018.
5. ↑  Werkstatthallen – für Generationen saniert. (PDF; 404 kB) In: Schaffhausener Nachrichten. 27. Januar 2016, abgerufen am 31. Mai 2022.